# Arondismentul 17 din Paris
Arondismentul 17 (în franceză 17e arrondissement) este unul dintre cele douăzeci de arondismente din Paris. Este situat pe malul drept al fluviului Sena. Este delimitat la nord de comunele Clichy-la-Garenne și Saint-Ouen, la est de arondismentul 18, la sud de arondismentele 16 și 8, și la de comunele Neuilly-sur-Seine și Levallois-Perret.

## Demografie
| An                      | Populație | Densitate (loc. pe km²) |
| ----------------------- | --------- | ----------------------- |
| 1861                    | 75.228    |                         |
| 1866                    | 93.193    |                         |
| 1872                    | 98.003    |                         |
| 1954 (vârf de populare) | 231.987   | 40.922                  |
| 1962                    | 227.687   | 40.164                  |
| 1968                    | 210.299   | 37.096                  |
| 1975                    | 186.293   | 32.862                  |
| 1982                    | 169.513   | 29.902                  |
| 1990                    | 161.935   | 28.565                  |
| 1999                    | 161.138   | 28.375                  |
| 2006                    | 161.327   | 28.453                  |

## Administrație

### Primăria
| Alegere | Nume                  | Partid           | Mențiuni                     |
| ------- | --------------------- | ---------------- | ---------------------------- |
| 1983    | Pierre Rémond         | RPR              | Ales în 1983, 1989 și 1995.  |
| 2001    | Françoise de Panafieu | UMP              | Ales în 1989, 1995, și 2001. |
| 2008    | Brigitte Kuster       | UMP/Republicanii | Ales în 2008 și 2014.        |

## Locuri

### Instituții
- Lycée Carnot (Paris)
- Lycée Honoré-de-Balzac

### Principalele monumente
- Monumente civile
  - Cité des Fleurs
  - Château des Ternes

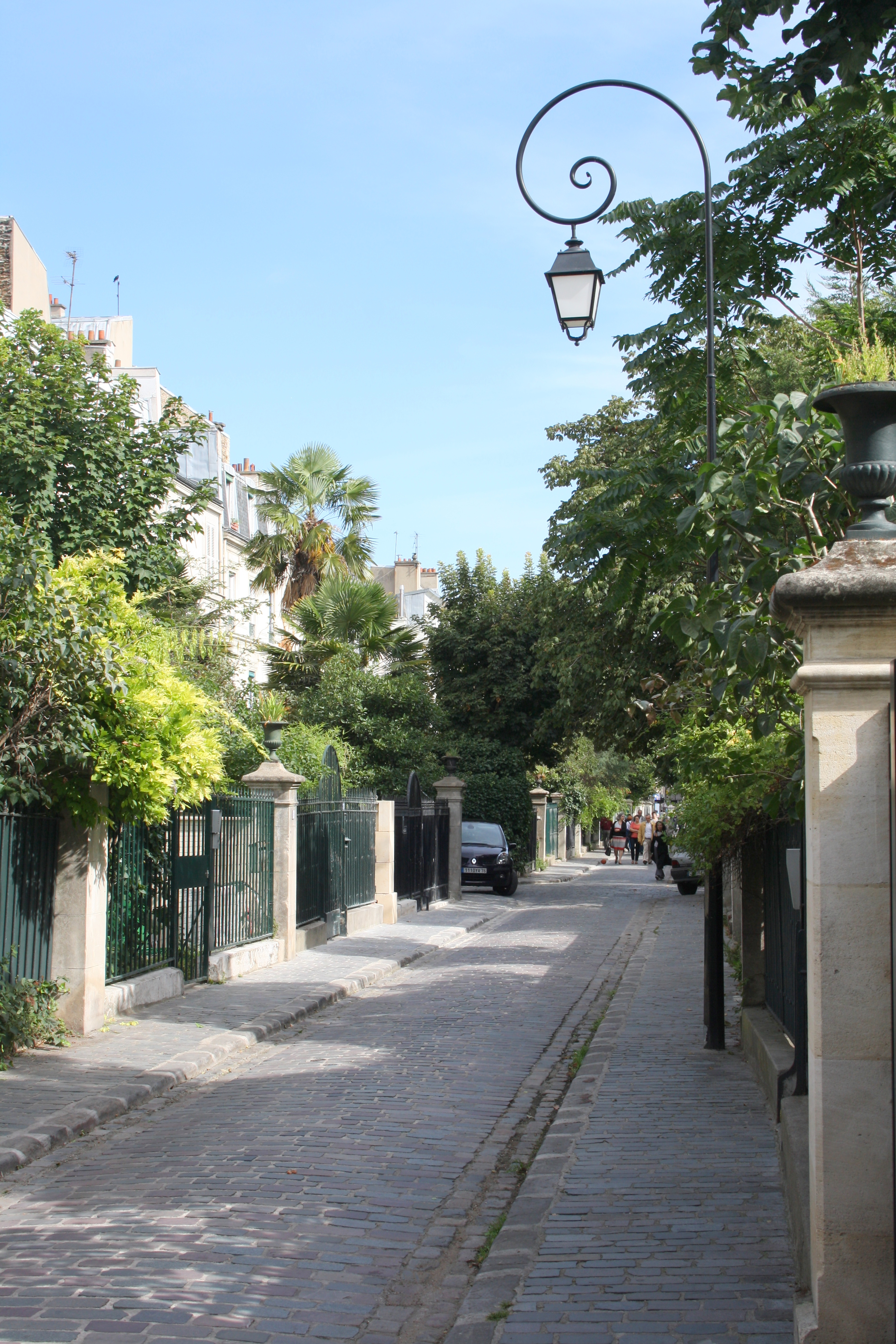
Cité des Fleurs

  - Musée national Jean-Jacques Henner

- Monumente religioase
  - Chapelle Notre-Dame-de-la-Compassion
  - Église Saint-Charles-de-Monceau
  - Église Saint-Ferdinand-des-Ternes
  - Église Saint-François-de-Sales
  - Église Saint-Joseph-des-Épinettes
  - Église Saint-Michel des Batignolles
  - Église Sainte-Marie des Batignolles
  - Église Sainte-Odile
  - Temple des Batignolles

- Parcuri și grădini
  - Promenade Pereire
  - Square des Batignolles

- Sale de spectacole
  - Salle Wagram
  - Théâtre Hébertot

### Piețe și străzi
- Boulevard des Batignolles
- Place de Clichy
- Place de la Porte-de-Champerret
- Place des Ternes
- Rue des Batignolles
- Rue Fortuny

## Legături externe
- Site-ul oficial

1. ↑  Paris : Geoffroy Boulard (LR) « un taiseux » à la tête de la mairie du XVIIe (în franceză)